# Bucle While

Diagrama de bucle While

El Bucle while o bucle mentre és una estructura de la majoria dels llenguatges de programació estructurats. El seu propòsit és repetir un bloc de codi mentre una condició es mantingui veritable.

## Sintaxi
La sintaxi en pseudocodi és la següent:
| {\displaystyle {\color {Sepia}{\mathit {mentre}}}\;{\color {OliveGreen}{\mathit {condici{\acute {o}}}}}\;{\color {Sepia}{\mathit {fer}}}} {\displaystyle {\color {BlueViolet}{\mathit {instruccions}}}} {\displaystyle {\color {Sepia}{\mathit {fi\,mentre}}}} |

## Condició
La condició ha de ser una sentència que retorni un valor booleà, i aquesta pot ser el valor booleà en si, veritable (true) si la condició es compleix, o fals si aquesta no es compleix (false). També pot contenir el nom d'una variable booleana, i el valor de l'expressió dependrà del seu contingut. S'ha de tenir en compte que a més de les variables també hi pot haver crides a funcions que retornin un valor.

### Sentències comparatives
La forma més òbvia potser, i la més usada sense dubte, són les sentències comparatives, que usen els operands igual, diferent, menor o igual, major o igual, menor i major. En el cas del llenguatge C, s'utilitzen els següents símbols per representar les comparacions anteriors: ==, ! =, <=,> =, <,>,

### Particularitats de llenguatges
En alguns llenguatges, es poden utilitzar variables no booleanes en la comparació: per exemple, si la variable val 0, serà com si la condició no es complís, i sempre que sigui diferent de 0, es considerarà que la condició es compleix.

## Exemple (usant sintaxi deC)
```
# Include <stdio.h>

int
 
main
 
(){

 
int
 
tecla
 
=
 
0
;

 
while
 
(
tecla
 
==
 
0
){

 
scanf
 
(
"% i"
,
 
&
 
tecla
);
/* Llegim el nombre ingressat */

 
}

}

```

En aquest exemple el programa va a llegir la pulsació d'una tecla mentre el seu valor sigui igual a zero, en el moment en què es premi una tecla diferent, s'aturarà.

## Exemple (usant el llenguatgeLexico)
Genera i mostra els primers 10 nombres naturals:
```
tasca
{
l'objecte nombre_natural és una quantitat
copieu 0 en nombre_natural
mentre nombre_natural <10 faci:
{
mostri nombre_natural
copieu nombre_natural+1 a nombre_natural
}
}
```